# یاکوب ژولچیک
یاکوب ژولچیک (انگلیسی: Jakub Żulczyk؛ زادهٔ ۱۲ اوت ۱۹۸۳) مؤلف، روزنامه‌نگار، فیلم‌نامه‌نویس اهل لهستان است. وی دانش‌آموختهٔ رشتهٔ روزنامه‌نگاری از دانشگاه یاگیلونیا و ساکن ورشو است.
از فیلم‌ها یا مجموعه‌های تلویزیونی که وی در آن‌ها نقش داشته‌است، می‌توان به بلفر و کورشده از نور اشاره نمود.